# Hempstead County
Hempstead County är ett administrativt område i delstaten Arkansas, USA. År 2010 hade countyt 22 609 invånare. Den administrativa huvudorten (county seat) är Hope.

## Geografi
Enligt United States Census Bureau har countyt en total area på 1 920 km². 1 887 km² av den arean är land och 33 km²  är vatten.

### Angränsande countyn
- Pike County - nord
- Nevada County - öst
- Lafayette County - syd
- Miller County - sydväst
- Little River County - väst
- Howard County - nordväst